# Santiago-de-Chile-Platz
Der Santiago-de-Chile-Platz ist ein Platz in Stuttgart-Degerloch.

## Lage
Der Platz befindet sich in Stuttgart-Degerloch an der Bezirksgrenze zu Stuttgart-Süd direkt neben der Haigstkirche.
Von der terrassenförmigen Anlage hat man aufgrund der Hanglage einen guten Blick auf das Zentrum Stuttgarts.
Auf dem Platz befindet sich seit 1995 ein Denkmal zum 500. Jahrestag der Herzogserhebung von Markus Wolf, seit 2006 eine Moai-Skulptur und seit dem 5. Oktober 2014 eine Büste von Gabriela Mistral.

Denkmale
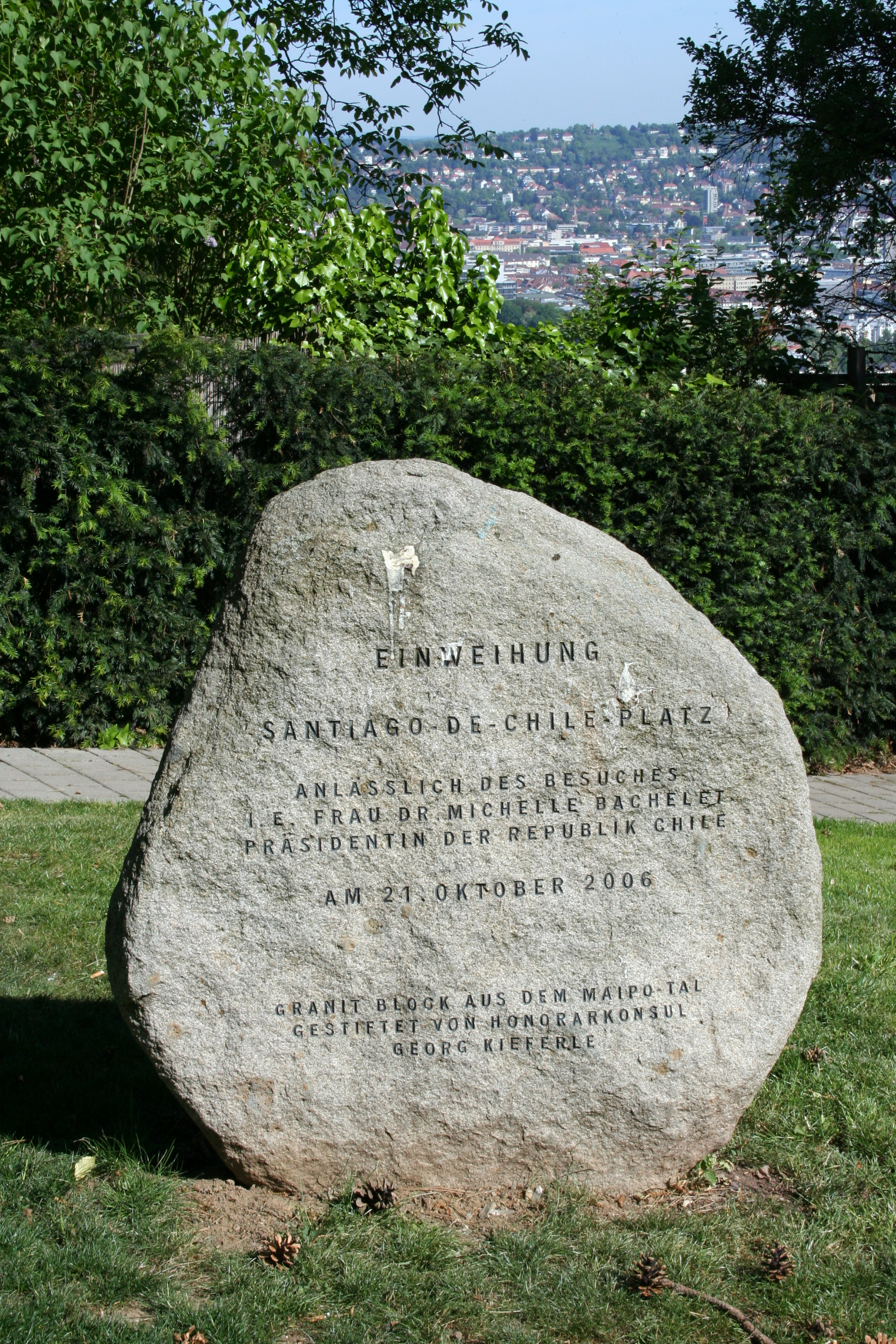
Gedenkstein zur Einweihung des Santiago-de-Chile-Platzes
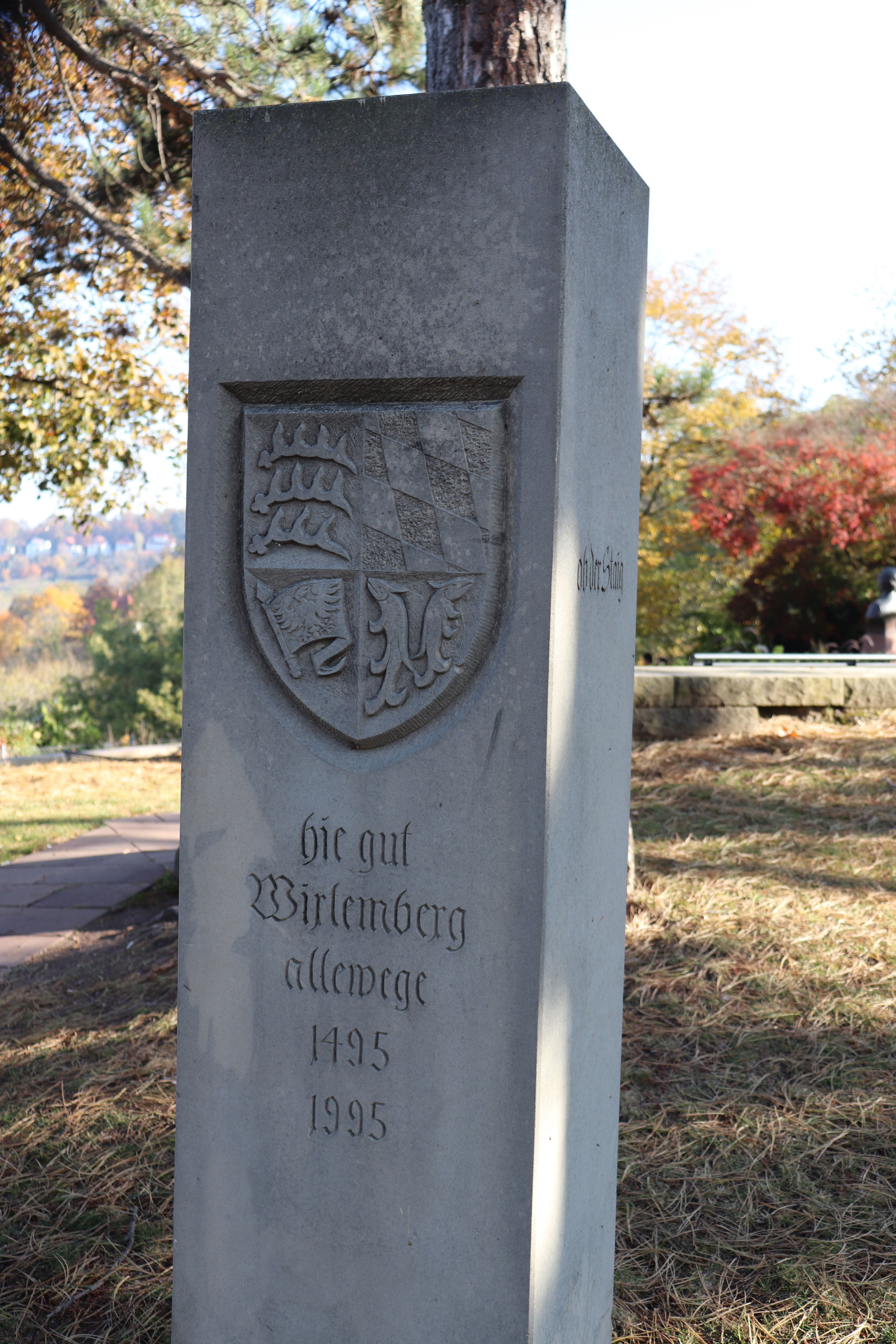
Denkmal zum 500. Jahrestag der Herzogserhebung
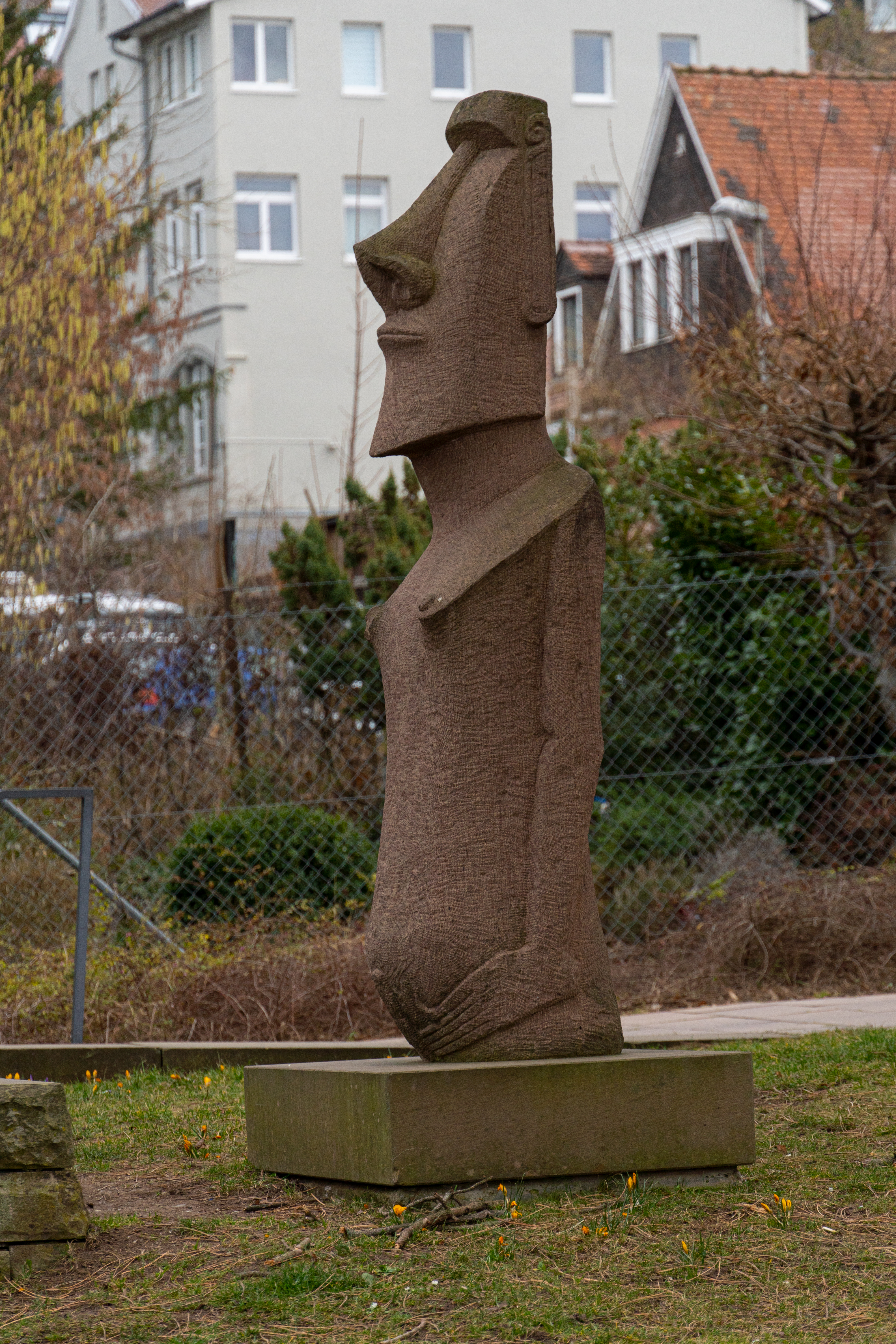
Moai-Skulptur
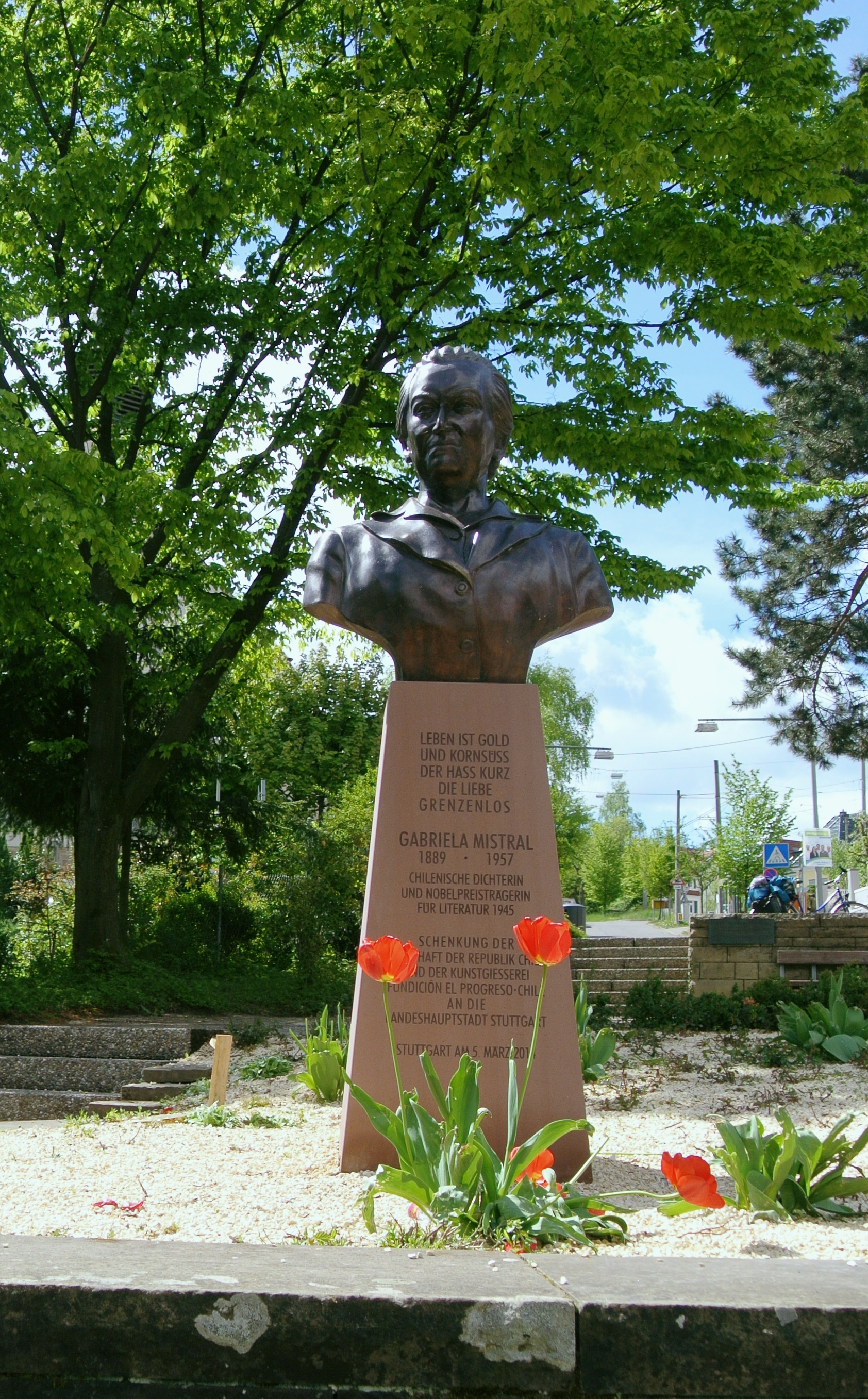
Büste von Gabriela Mistral

## Geschichte
Der Verschönerungsverein Stuttgart erwarb bereits 1875 ein Grundstück, das seit 1876 als Aussichtspunkt genutzt wurde.
1972 wurde der Platz vom Verschönerungsverein Stuttgart als Haigstanlage gestiftet.
Auf Anregung von Georg Kieferle wurde am 21. Oktober 2006 der Platz in Santiago-de-Chile-Platz umbenannt. Diese Umbenennung war sehr umstritten.